# Amarginops platus
Az Amarginops platus a sugarasúszójú halak (Actinopterygii) osztályának harcsaalakúak (Siluriformes) rendjébe, ezen belül a Claroteidae családjába tartozó faj.
Nemének az egyetlen faja.

## Előfordulása
Az Amarginops platus a Kongói Demokratikus Köztársaság endemikus harcsája. Csak Kisangani környékéről került elő.

## Megjelenése
Ez a hal legfeljebb 17 centiméter hosszú.

## Életmódja
Trópusi, édesvízi harcsa, amely a gyorsabb folyású vizeket kedveli. Főleg a meder fenekén tartózkodik.